# Cargos
Cargos ou títulos corporativos são dados para as pessoas mostrarem quais deveres e responsabilidades eles têm na empresa. Esses títulos são usados por empresas públicas e privadas com fins lucrativos, cooperativas, organizações sem fins lucrativos, instituições educacionais, parcerias e empresas individuais que também conferem títulos corporativos.

## Variações
Há variações consideráveis na composição e nas responsabilidades dos cargos.
Dentro do escritório de uma corporação, algumas emprsas têm um presidente e diretor executivo (CEO) como executivo de alto escalão, enquanto o número dois é o presidente e diretor de operações (COO); outras empresas têm um presidente e CEO, mas nenhum vice oficial. Normalmente, os gerentes seniores são "superiores" aos vice-presidentes, embora muitas vezes um executivo sênior também possa ter um título de vice-presidente, como vice-presidente executivo e diretor financeiro (CFO). O conselho de administração não faz parte da gestão em si, embora seu presidente possa ser considerado parte da empresa se for um presidente executivo.
Uma empresa geralmente é composta por diferentes áreas, cujos executivos se reportam diretamente ao CEO ou COO, mas isso depende do formato da organização. Se organizado como uma divisão, o gerente principal é frequentemente conhecido como vice-presidente executivo (EVP). Se o negócio for uma subsidiária com consideravelmente mais independência, o cargo pode ser presidente e CEO.
Em muitos países, especialmente na Europa e na Ásia, há um conselho executivo separado para os negócios diários e um conselho fiscal (eleito pelos acionistas) para fins de controle. Nesses países, o CEO preside o conselho executivo e o presidente gere o conselho fiscal, e essas duas funções sempre serão ocupadas por pessoas diferentes. Isso garante uma distinção entre a gestão pelo conselho executivo e a governança pelo conselho fiscal. Isso aparentemente permite uma clareza de autoridade nos cargos. Há um forte paralelo com a estrutura do governo, que tende a separar o gabinete político da administração pública.
Nos Estados Unidos e em outros países que seguem a estrutura empresarial de conselho único, o conselho de administração é equivalente ao conselho de supervisão europeu ou asiático, enquanto as funções do conselho executivo podem ser atribuídas ao conselho de administração ou a um comitê separado, que pode ser chamado de comitê operacional (JP Morgan Chase), comitê de gestão (Goldman Sachs), comitê executivo (Lehman Brothers), conselho executivo (Hewlett-Packard) ou conselho executivo (HeiG) composto pelos chefes de divisão/subsidiária e executivos seniores que se reportam diretamente ao CEO.

### Estados Unidos
As leis estaduais nos Estados Unidos tradicionalmente exigiam que certos cargos fossem criados dentro de cada empresa, como presidente, secretário e tesoureiro. Hoje, a abordagem ao abrigo da Lei das Sociedades Comerciais Modelo (MBCA), que é utilizada em muitos estados americanos, consiste em conceder às sociedades poder discricionário na determinação dos cargos a ter, sendo o único órgão mandatado o conselho de administração.
Alguns estados que não empregam o MBCA continuam exigindo que certas posições sejam estabelecidas. De acordo com a lei de Delaware, onde a maioria das grandes corporações dos EUA estão estabelecidas, os certificados de ações devem ser assinados por dois executivos com títulos especificados por lei (por exemplo, um presidente e um secretário ou um presidente e um tesoureiro). Toda empresa constituída na Califórnia deve ter um presidente do conselho de administração ou um presidente executivo (ou ambos), bem como um secretário e um diretor financeiro.
As empresas estruturadas como sociedades de responsabilidade limitada (LLC) são geralmente geridas diretamente pelos membros da organização, mas os membros podem concordar em nomear executivos, como um CEO, ou nomear "gerentes" para gerir a empresa.
As empresas americanas geralmente são geridas por um CEO. Em algumas empresas, o CEO também tem o título de "presidente" da organização. Em outras empresas, o presidente é uma pessoa diferente, e os deveres principais dos dois cargos são definidos nos estatutos empresariais (ou nas leis aplicáveis). Muitas empresas também têm um CFO, um COO e outros cargos seniores, como diretor jurídico (CLO), diretor de estratégia (CSO), diretor de marketing (CMO), etc., que se reportam ao CEO. O nível seguinte, que não são cargos executivos, é o de gerência pode ser chamado de "vice-presidentes", " diretores " ou "gerentes", dependendo do tamanho e da profundidade gerencial necessária da empresa.

### Reino Unido
O cargo de diretor administrativo é geralmente sinônimo de CEO ou presidente nas organizações britânicas. Os diretores não têm qualquer autoridade específica ao abrigo da Lei das Sociedades no Reino Unido, mas têm autoridade implícita com base na compreensão geral do que a sua posição implica, bem como qualquer autoridade expressamente delegada pelo conselho de administração.

### Japão e Coreia do Sul
No Japão, os cargos são aproximadamente padronizados entre empresas e organizações; embora haja variação de empresa para empresa, os cargos dentro de uma empresa são sempre padronizados, e as grandes empresas no Japão geralmente seguem o mesmo esboço. Esses cargos são os títulos formais usados em cartões de visita e os cargos coreanos são semelhantes aos do Japão.
Legalmente, as empresas japonesas e coreanas só são obrigadas a ter um conselho de administração com pelo menos um diretor representante. Em japonês, o diretor de uma empresa é chamado de torishimariyaku (取締役) e um diretor representante é chamado de daihyō torishimariyaku (代表取締役). Os cargos na Coréia do Sul equivalentes são isa (이사, 理事) e daepyo-isa (대표이사, 代表理事). Esses cargos são frequentemente combinados com títulos inferiores, por exemplo, senmu torishimariyaku ou jōmu torishimariyaku para executivos japoneses que também são membros do conselho. A maioria das empresas japonesas também tem auditores estatutários, que atuam junto ao conselho de administração em papéis de supervisão.
De acordo com o código comercial do Japão, Jugyōin (従業員) que significa "colaborador", é diferente de Kaishain (会社員), que significa "acionistas".
O grupo de alta gerência, composto por jomu / sangmu e acima, é frequentemente chamado coletivamente de "quadro dos gestores" ou "gerência sênior" (幹部 ou 重役; kambu ou juyaku em japonês; ganbu ou jungyŏk em coreano).
Algumas empresas japonesas e coreanas também adotaram cargos no estilo americano, mas eles ainda não são muito difundidos e seu uso varia entre as empresas. Por exemplo, embora haja uma tradução coreana para "diretor de operações" (최고운영책임자, choego unyŏng chaegimja), nenhuma empresa ainda a adotou, com exceção de algumas multinacionais como a Samsung e a CJ (uma cisão da Samsung), enquanto o cargo de CFO é frequentemente usado junto com outros títulos como bu-sajang (SEVP) ou Jŏnmu (EVP).
Desde o final da década de 1990, muitas empresas japonesas introduziram o cargo de shikkō yakuin (執行役員) ou "chefe", buscando imitar a separação de diretores e executivos encontrada nas empresas americanas. Em 2002, o cargo estatutário de shikkō yaku (執行役) foi introduzido para uso em empresas que introduziram uma estrutura de três comitês em seu conselho de administração. Os títulos são frequentemente dados a buchō e pessoal de nível de gestão superior. Embora os dois cargos sejam muito semelhantes em intenção e uso, há várias distinções legais: os shikkō yaku tomam suas próprias decisões no decorrer da execução do trabalho designado a eles pelo conselho de administração e são considerados gerentes da empresa, em vez de funcionários, com um status legal semelhante ao dos diretores. Shikkō yakuin são considerados colaboradores da empresa que seguem as decisões do conselho de administração, embora em alguns casos os diretores também possam ter o cargo de shikkō yakuin.

## Alta Liderança
Os executivos na alta gerência geralmente têm cargos que começam com "chefe" e terminam com "oficial", formando o que é frequentemente chamado de "C-level", ou "CxO", onde "x" é uma variável que pode ser qualquer área funcional (não deve ser confundida com CXO). Os três cargos tradicionais são CEO, COO e CFO. Dependendo da estrutura de gestão, os cargos podem existir em vez de, ou ser misturados/sobrepostos a, outros títulos tradicionais, como presidente, várias designações de vice-presidentes (por exemplo, vice-presidente de marketing) e gerentes ou diretores de várias divisões (como diretor de marketing); este último pode ou não implicar a filiação ao conselho de administração.
Surgiram outras posições de destaque, algumas das quais são específicas de cada setor. Por exemplo, cargos de diretor executivo de auditoria (CAE), diretor de compras (CPO) e diretor de risco (CRO) são frequentemente encontrados em muitas empresas financeiras. Empresas de tecnologia de todos os tipos tendem a ter um diretor de tecnologia (CTO) para gerenciar o desenvolvimento da empresa. Um diretor de informação (CIO) supervisiona questões de tecnologia da informação (TI), seja em empresas especializadas em TI ou em qualquer tipo de empresa que dependa dela para dar suporte à infraestrutura de tecnologia.
Muitas empresas, especialmente as de setores competitivos onde a gestão da marca é uma prioridade, contam com um diretor de marketing (CMO). Já o cargo de diretor de valor (CVO) é introduzido em organizações focadas na criação e maximização do valor da marca, com processos de negociação e estruturas organizacionais voltados a esse objetivo. Aproximadamente 50% das empresas do S&P 500 criaram a função de diretor de estratégia (CSO) em sua equipe de liderança para coordenar o planejamento estratégico e o crescimento inorgânico, oferecendo uma visão de longo prazo, em contraste com a perspectiva tática de um COO ou CFO. Esse cargo pode substituir o COO em empresas que priorizam o crescimento, ao invés de eficiência e controle de custos. O cargo de diretor administrativo (CAO) é comum em grandes empresas com múltiplos departamentos ou divisões. Além disso, muitas organizações nomeiam seu principal responsável pela diversidade como diretor de diversidade (CDO). No entanto, tanto esse quanto outros cargos não tradicionais e de menor hierarquia não são amplamente reconhecidos no mercado como cargos executivos, sendo geralmente específicos a determinadas culturas organizacionais ou preferências internas dos funcionários.

### Cargos específicos de executivos corporativos
Presidente do conselho – presidente do conselho de administração. O presidente influencia o conselho de administração, que por sua vez elege e demite os diretores de uma empresa e supervisiona as atividades humanas, financeiras, ambientais e técnicas da corporação.
- O CEO também pode deter o título de “presidente”, resultando em um presidente executivo. Nesse caso, o conselho frequentemente nomeia um membro independente do conselho como diretor principal. O “C-level” normalmente é liderado pelo CEO.
- Presidente executivo - o cargo de presidente também pode existir como um cargo separado do de CEO, e é considerado presidente executivo se o titular exercer influência sobre as operações da empresa, como Vince McMahon da WWE, Steve Case da AOL Time Warner e Douglas Flint do HSBC. Em particular, a presidência do grupo HSBC é considerada a posição máxima daquela instituição, superando o executivo-chefe, e é responsável por liderar o conselho e representar a empresa em reuniões com figuras governamentais. Antes da criação do conselho de administração do grupo em 2006, o presidente do HSBC exercia essencialmente as funções de executivo-chefe em uma instituição equivalente, enquanto o executivo-chefe do HSBC atuava como vice. Após a reorganização de 2006, o quadro de gestão administrava o negócio, enquanto o presidente supervisionou os controles do negócio através de conformidade e auditoria e a direção do negócio.
- Presidente não executivo – também um cargo separado do CEO. Ao contrário de um presidente executivo, um presidente não executivo não interfere nos assuntos do dia-a-dia da empresa. Em todo o mundo, muitas empresas separam as funções de presidente e CEO, muitas vezes resultando num presidente não executivo, afirmando que esta medida melhora a governança corporativa.
- Diretor de negócios é um executivo sênior que assume total responsabilidade gerencial pela realização de negócios da empresa, fornece liderança e executa uma estratégia de negócios que permitirá à empresa cumprir sua missão científica/tecnológica e construir valor para os acionistas, fornece orientação gerencial para o produto da empresa equipe de desenvolvimento conforme necessário.
- Chefe de gabinete é um gerente de nível de diretor corporativo que tem responsabilidade geral pelas atividades do pessoal dentro da empresa, que muitas vezes teria a responsabilidade de contratar e demitir gerentes de nível mais alto e, às vezes, diretores. Eles podem trabalhar e se reportar diretamente aos diretores administrativos e ao diretor executivo.
- Comissário
- FCO ou FC, também controlador – supervisiona relatórios contábeis e financeiros dentro de uma organização
- Diretor ou membro de conselho de administração – funcionário de alto nível com responsabilidade fiduciária de supervisionar o funcionamento de uma sociedade e eleger ou destituir dirigentes de uma sociedade; nominalmente, os diretores, exceto o presidente, geralmente não são considerados funcionários da empresa, embora possam receber remuneração, muitas vezes incluindo benefícios; em empresas de capital aberto. Um conselho de administração é normalmente composto por membros (diretores) que são uma mistura de dirigentes corporativos que também são funcionários administrativos da empresa (diretores internos) e pessoas que não são empregadas pela empresa em qualquer função (diretores externos ou não- diretores executivos). Nas empresas privadas, o conselho de administração muitas vezes é composto apenas pelos dirigentes sociais estatutários e, nas sociedades unipessoais e nas sociedades anônimas, o conselho é totalmente opcional e, se existir, funciona apenas na qualidade de consultivo ao proprietário ou aos sócios. Os membros do conselho administrativo de empresas sem fins lucrativos podem ser chamados de diretores, como a maioria das empresas com fins lucrativos, ou uma alternativa, como curadores, governadores, etc.
- Diretor – um gestor de gestores dentro de uma organização que muitas vezes é responsável por uma importante função empresarial e que às vezes se reporta a um vice-presidente (em algumas empresas de serviços financeiros o título de vice-presidente tem um significado diferente). Frequentemente utilizado com nome de uma área funcional; diretor financeiro, diretor financeiro, diretor de marketing e assim por diante. Não deve ser confundido com membro do conselho de administração, também denominado conselheiro. Este é um cargo de gerência média e não de nível executivo, a menos que seja no setor bancário. Alternativamente, um gerente de gerentes é frequentemente chamado de "gerente sênior" ou "vice-presidente associado", dependendo dos níveis de gestão e do tipo de setor. Presidente - diretor corporativo com o maior "título" legalmente reconhecido e, geralmente, membro do conselho de administração. Há muita variação; muitas vezes, o CEO também detém o título de presidente, enquanto em outras organizações, se houver um CEO separado, o presidente ocupa o segundo cargo mais alto. Nesse caso, o presidente é muitas vezes o COO e é considerado mais focado nas operações diárias em comparação com o CEO, que deveria ser o visionário. Se o presidente corporativo não for o COO (como Richard Parsons da Time Warner de 1995 a 2001), então muitos chefes de divisão se reportam diretamente ao CEO, com o presidente assumindo atribuições especiais do CEO.
- Secretário ou secretário da empresa - diretor corporativo "titulado" legalmente reconhecido, que se reporta ao conselho de administração e é responsável por manter os registros do conselho e da empresa. Este título é muitas vezes ocupado simultaneamente pelo tesoureiro em uma posição dupla chamada secretário-tesoureiro; ambos os cargos podem ser ocupados simultaneamente pelo CFO. Note-se, no entanto, que o secretário tem uma linha de reporte ao conselho de administração, independentemente de quaisquer outras linhas de reporte conferidas por cargos concorrentes.
- Tesoureiro – diretor corporativo legalmente reconhecido, encarregado da responsabilidade fiduciária de cuidar dos fundos da empresa. Freqüentemente, esse título é ocupado simultaneamente com o de secretário, em uma função dupla chamada secretário-tesoureiro. Também pode ser exercido simultaneamente com o título de CFO ou estar sob a jurisdição de um, embora o CFO tenda a supervisionar o departamento financeiro, que lida com contabilidade e auditorias, enquanto o tesoureiro lida diretamente com os fundos da empresa. Observe, entretanto, que o tesoureiro tem uma linha de reporte ao conselho de administração, independentemente de quaisquer outras linhas de reporte conferidas por cargos concorrentes.
- Superintendente
- Proprietário (às vezes proprietário ou único proprietário, para empresas individuais)
- Parceiro – Usado de muitas maneiras diferentes. Isto pode indicar um co-proprietário, como em uma parceria legal, ou pode ser usado de uma forma geral para se referir a uma ampla classe de funcionários ou trabalhadores temporários/contratados que muitas vezes são designados para trabalho de campo ou de atendimento ao cliente. Associado é frequentemente usado de maneira semelhante.
- Vice-presidente – diretor do conselho de administração que poderá substituir o presidente em sua ausência. No entanto, este tipo de título de vice-presidente por si só geralmente tem apenas uma função consultiva e não operacional (como Ted Turner na Time Warner). Uma definição não relacionada de vice-presidente descreve um executivo com classificação mais elevada ou mais antiguidade do que o vice-presidente executivo. Às vezes, os EVPs se reportam ao vice-presidente, que por sua vez se reporta diretamente ao CEO (portanto, os vice-presidentes constituem, na verdade, uma camada adicional de gestão); outros vice-presidentes têm mais responsabilidades, mas estão no mesmo nível dos EVPs. O vice-presidente executivo geralmente não faz parte do conselho de administração. O Royal Bank of Canada usou anteriormente vice-presidentes em seu círculo interno de gestão até 2004, mas desde então os renomeou como chefes de grupo.

- Supervisor
- Capataz
- Gerente geral ou GM
- Gerente
- Of counsel – Um advogado que trabalha em regime de meio período ou temporariamente para uma empresa ou escritório de advocacia.
- Vice-presidente – Gerente médio ou superior em uma corporação. Eles geralmente aparecem em várias camadas hierárquicas, como vice-presidente executivo, vice-presidente sênior, vice-presidente associado ou vice-presidente assistente, com o EVP geralmente considerado o mais alto e geralmente se reportando ao CEO ou presidente. Muitas vezes, executivos corporativos como CFO, COO, CSO, CIO, CTO, secretário ou tesoureiro ocuparão simultaneamente cargos de vice-presidente, geralmente EVP ou SVP. Vice-presidentes em pequenas empresas também são chamados de chefes de uma determinada divisão, como vice-presidente financeiro ou vice-presidente administrativo. Em alguns contextos financeiros, o título de vice-presidente é, na verdade, subordinado ao de diretor.